# Toys “R” Us

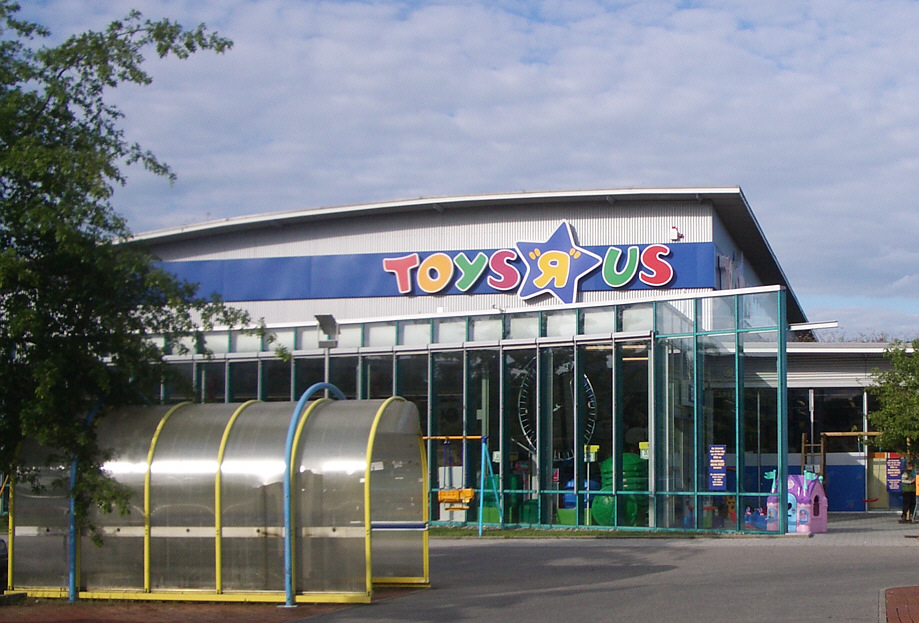
Ehemaliges Toys-“R”-Us-Geschäft in Ravensburg

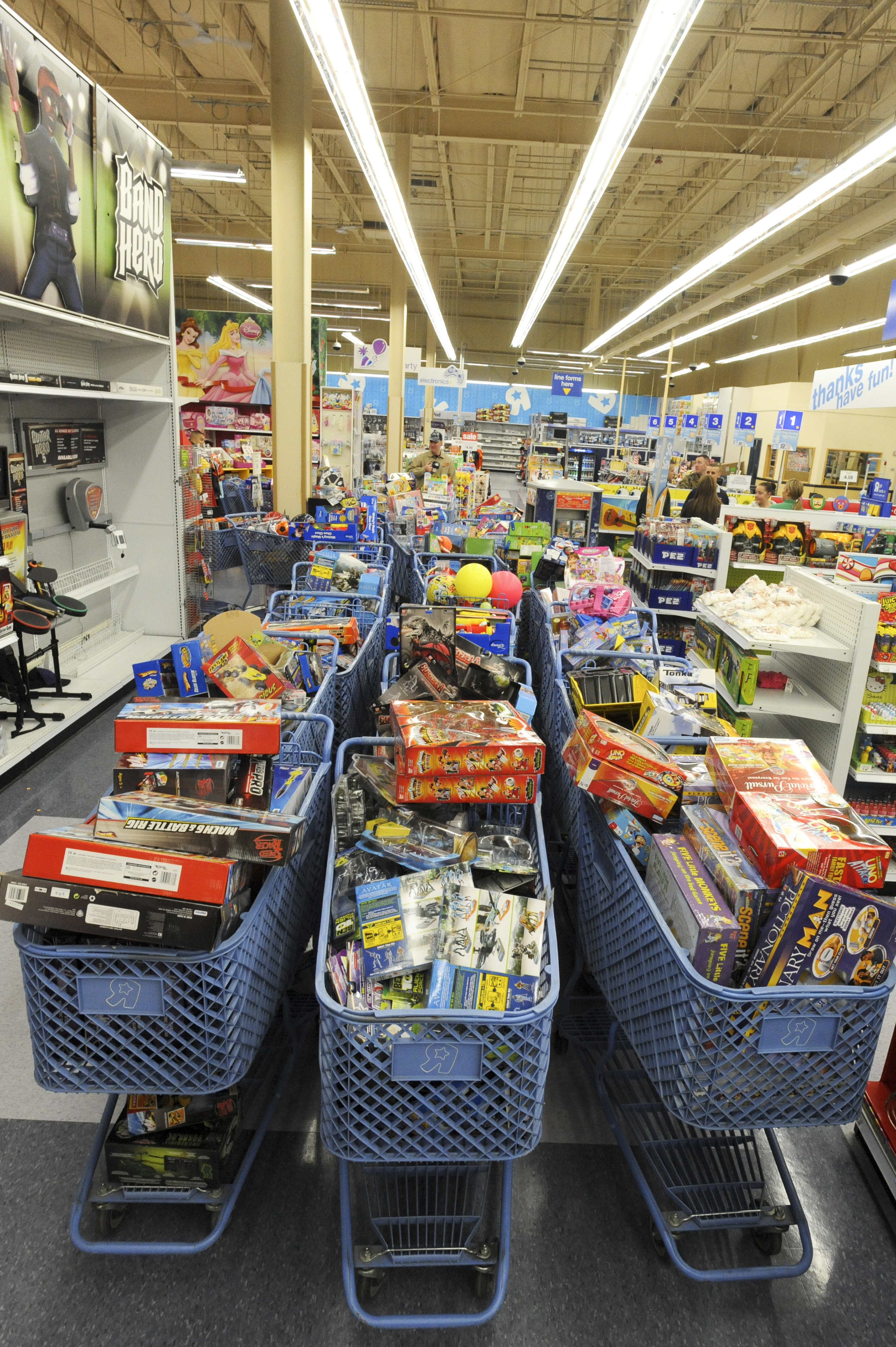
Einkaufswagen mit Spielzeug in einem ehemaligen Toys-“R”-Us-Geschäft in Alaska

Toys “R” Us ist ein US-amerikanisches Unternehmen mit Sitz in Parsippany, New Jersey. Es betrieb eine weit über die USA hinausgehende Einzelhandelskette von Spielwarengeschäften sowie Online-Shops.

## Geschichte
Toys “R” Us wurde 1948 von Charles Lazarus (* 4. Oktober 1923; † 22. März 2018) gegründet. Der Konzern befand sich zuletzt zu gleichen Teilen im Besitz von Bain Capital, Vornado Realty Trust und Kohlberg Kravis Roberts & Co. Das Unternehmen hatte im Oktober 2007 weltweit über 1500 Filialen, darunter 66 in Deutschland, 15 in Österreich und 9 in der Schweiz.
1986 kam Toys “R” Us nach Deutschland; das erste Geschäft öffnete jedoch erst 1987 in Koblenz. Der Hauptsitz der Toys “R” Us GmbH Zentraleuropa befand sich in Köln. Anfangs operierte man sehr erfolgreich.
2005 wurde der Konzern von Investoren um Bain und KKR für 7,5 Milliarden Dollar gekauft. Die Schulden aus dem Kauf wurden auf den Konzern übertragen. Vor allem aber der Druck aus dem wachsenden Onlinehandel brachte das Unternehmen in eine finanzielle Schieflage. Seit 2013 konnte in keinem Jahr mehr ein Gewinn erwirtschaftet werden. Im zweiten Quartal 2017 fuhr der Konzern einen Verlust von 164 Millionen Dollar bei einem Umsatz von 2,2 Milliarden Dollar ein. Er hatte langfristige Schulden von fünf Milliarden Dollar. Im Jahr 2018 wären 400 Millionen Dollar an Schulden fällig geworden.
Im Juni 2015 heuerte der Manager David A. Brandon als CEO von Toys “R” Us an. Sein Vertrag ermöglichte ihm Bezüge von 18 Millionen Dollar pro Jahr, obwohl er 2017 eine der größten Insolvenzen des US-Einzelhandels zu verantworten hatte. Grund war die Bemessung seiner Leistung an der umstrittenen Kennzahl EBITDA.
Am 18. September 2017 meldete der Konzern Insolvenz an. Ein Konsortium unter Führung der US-Bank JP Morgan gewährte Kredite über 3 Milliarden US-Dollar. Die Konzernführung hoffte, durch Umstrukturierungen einen Neubeginn zu erreichen. Da bis zum 15. März 2018 aber kein Käufer für das gesamte Unternehmen gefunden wurde, wurden alle 800 Filialen in den USA wie auch alle 100 Filialen im Vereinigten Königreich geschlossen. Auch alle 44 Filialen in Australien wurden bis August 2018 geschlossen. Das Asien-Geschäft wurde mitsamt der Rechte an der Marke Toys “R” Us an das Hongkonger Unternehmen Fung Retailing verkauft.
Außerdem wurden alle 1758 Toys-“R”-Us-Läden weltweit verkauft. Da die Einkaufsmärkte in Deutschland, Österreich und der Schweiz profitabel wirtschafteten, übernahm der Konkurrent Smyths Toys aus Irland 67 dieser Filialen und den Online-Auftritt und flaggte sie auf den eigenen Namen um. Die übrigen Filialen wurden geschlossen.
Im Jahr 2019 ging das Unternehmen unter dem Namen Tru Kids aus der Insolvenz hervor und eröffnete zwei neue Filialen in Paramus und Houston. Diese mussten im Januar 2021 aufgrund der COVID-Maßnahmen wieder geschlossen werden.
Im Dezember 2021 wurde jedoch rechtzeitig zur Weihnachtszeit ein neuer zweistöckiger Flagship-Store in American Dream Meadowlands in East Rutherford, New Jersey, eröffnet. 450 weitere Geschäfte sind geplant, einige davon innerhalb von Macy’s.

## Firma und Logo
Toys “R” Us ist eine umgangssprachliche Kurzform für den englischen Ausspruch „Toys are us“, was frei übersetzt „Wir sind Spielzeuge“ oder sinngemäß „Spielzeuge sind unser Ding“ bedeutet.
Von 1958 an war im Firmenlogo als auffälliges Merkmal ein seitenverkehrtes „R“ zu sehen. Dies soll eine kindliche Falschschreibung darstellen und hat nichts mit dem kyrillischen Buchstaben „Я“ zu tun.

## Kritik

### Mangelnde soziale Verantwortung bei der Produktion in Asien
Toys “R” Us wurde in der zweiten Jahreshälfte 2007 weltweit mehrfach zu Rückrufaktionen gezwungen, weil hohe Schadstoffkonzentrationen von in China gefertigten Babylätzchen, Malkästen und anderen Spielwaren publik wurden.
Bei einem Test der Stiftung Warentest im Jahr 2005 zur Unternehmensverantwortung in der Spielwarenproduktion zeigte sich Toys “R” Us wenig kooperativ und gab keine Auskünfte.
Das Urteil der Schweizer Spielzeug-Koalition aus dem Jahr 2006 zu sozialer Verantwortung lautete: „Hoffnungslose Fälle sind bisher einzig Sombo und Toys “R” Us: Sie ignorierten bisher die Probleme und reagieren nicht auf Anfragen. Sie erwecken den Eindruck, dass sie vor den Missständen in den Fabriken bereits kapituliert haben.“

### Niedriglohnbeschäftigung in Deutschland und Konflikte mit Gewerkschaften
Die Mehrzahl der Beschäftigten in Deutschland arbeitete in Teilzeit und erhielt einen untertariflichen Lohn. Zahlreiche Beschäftigte waren daher auf aufstockendes Arbeitslosengeld II angewiesen und akut von Altersarmut bedroht. Die Gewerkschaft ver.di kämpfte seit Juni 2015 mit Streiks für einen Tarifvertrag bei Toys “R” Us.

### Steuerflucht

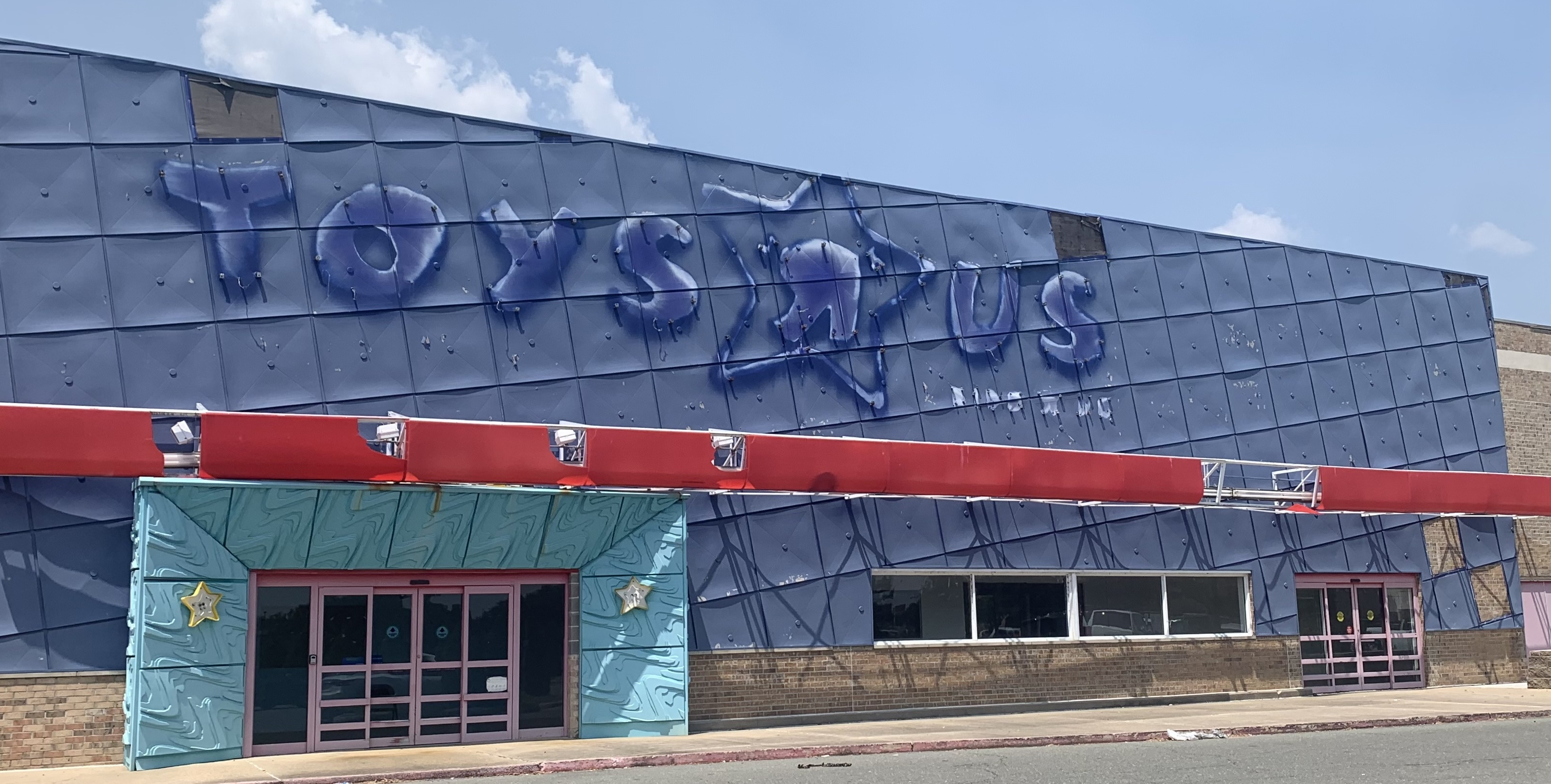
Leerstehende Toys-"R"-Us-Filiale in Monroe, Louisiana (2023)

Toys “R” Us ist im US-Bundesstaat Delaware veranlagt, obwohl der Konzern operativ aus seiner Zentrale in Wayne, New Jersey, geleitet wird. Delaware steht als eine der größten Steueroasen der Welt in der Kritik.
Im März 2018 wurde bekannt, dass die britische Landesgesellschaft im Januar 2017 über 580 Millionen GBP einem Tochterunternehmen auf den als Steueroase bekannten British Virgin Islands als konzerninternes Darlehen überwiesen und wenige Monate vor der Insolvenz abgeschrieben hatte.

## Besonderheiten

Markenlogo Babies “R” Us

Die größte Toys-“R”-Us-Filiale befand sich am Times Square in Manhattan, New York, die nach eigenen Aussagen das größte Spielzeuggeschäft der Welt war. Es hatte eine Fläche von ca. 10.200 Quadratmetern auf vier Stockwerken. Im Eingangsbereich befand sich ein 18 Meter hohes Riesenrad. Die Filiale wurde Ende 2015 geschlossen, jedoch am 26. August 2017 für die Weihnachtssaison 2017 temporär wiedereröffnet.
Einige Tage vor der endgültigen Schließung der US-amerikanischen Märkte am 29. Juni 2018 wurde von einer unbekannten Person sämtliches Spielzeug der Filiale in Raleigh (North Carolina) für die Summe von einer Million US-Dollar aufgekauft. Diese hatte Medienberichten zufolge vor, die erstandenen Spielsachen an Kinder zu verschenken.
Die größte Filiale außerhalb der USA befand sich im englischen Birmingham. Eine weitere besondere Filiale war die im Erdgeschoss des Eindhovener Philips Stadions, der Heimstätte des niederländischen Fußballerstligisten PSV Eindhoven. Zur Toys-“R”-Us-Kette gehörten außerdem Kids “R” Us („wir sind Kinder“) und Babies “R” Us („wir sind Säuglinge“), die sich auf Waren für Kinder beziehungsweise Babys spezialisiert hatten. In Deutschland waren die Babies-“R”-Us-Filialen meist in den Toys-“R”-Us-Filialen zu finden. Sie waren jedoch für sich als durchaus eigenständiger Markt mit eigenem Eingang und eigenem Kassenbereich wie auch Personal zu verstehen.
In den 1990er Jahren wurden Einkaufsgutscheine, die amerikanischen Geldnoten ähnelten, ausgegeben. Es gab sie zu 1, 5, 10 und 20 Dollar.
In der Spielshow Super Toy Club des Senders Super RTL durfte die Gewinnergruppe eine parcoursartig hergerichtete Toys-“R”-Us-Filiale durchqueren und dabei so viel Spielzeug wie möglich in ihren Einkaufswagen mitnehmen.